# Margareta Nilsdotter (skeppsbyggare)
Margareta Nilsdotter, död 1630, var en svensk företagsledare. Hon slutförde byggandet av Regalskeppet Vasa. 
Margareta var född i Sverige. Hon var gift med Henrik Hybertsson från Nederländerna, som tillsammans med sin bror Arendt de Groot hade engagerats år 1625 för att bygga Regalskeppet Vasa. Hon beskrivs som duglig i affärer och drev personligen Viby gård i Sollentuna socken, medan sonen Erik skötte räkenskaperna. 
När maken insjuknade och avled 1627, fick Margareta som delägare i företaget slutföra bygget av Vasa, ett uppdrag hon också lyckades med året därpå. Hon fick under denna tid hantera strejk, utebliven ersättning från uppdragsgivaren och en inflation som gjorde att importen från utlandet blev för dyr. När Vasa sjönk och bedömdes som felkonstruerat 1628 gick hon i konkurs. Hon flyttade till Viby gård och gifte sig 1629 med Sveriges sändebud i Frankrike, diplomaten Lars Nilsson Tungel.
Hon var inte den enda kvinnliga företagsledaren i Stockholm vid denna tid. Ett exempel på detta är Karin, änka efter Mårten Trotzig. Efter hennes makes död 1617 skötte hon ett handelsföretag i järn och koppar. Ljusen till skeppet och nästan hela Stockholm gjordes av Lambrecht Mårtenssons ljusmakeri, som sköttes av ännu en änka och dessutom hade kvinnliga ljusmakare, men Margareta Nilsdotter var ansvarig för ett storföretag, och var som sådan unik för sitt kön i sin tids Stockholm.